# Jean-Claude Van Damme
Jean-Claude Van Damme (født 18. oktober 1960), fødenavn Jean-Claude Camille François Van Varenberg, født i Sint-Agatha-Berchem i storbyregionen Bruxelles, er en belgisk-født skuespiller, som er blevet kendt for sine voldelige film, som ofte handler om kampsport, da han selv har dyrket meget kampsport. Han er kendt fra film som blandt andre Bloodsport.
Hans belgiske oprindelse har givet ham kælenavnet "The Muscles from Brussels" – på dansk vil det kunne oversættes til "Musklerne fra Bruxelles". 
Jean Claude Van Damme er Belgiens mest kendte skuespiller.[kilde mangler]

## Film
| År                          | Title                         | Rolle                                 | Andre notater |
| --------------------------- | ----------------------------- | ------------------------------------- | ------------- |
| 2017                        | Kill 'Em All                  | Phillip                               |               |
| 2008                        | JCVD                          | Jean Claude Van Damme                 |               |
| 2007                        |                               |                                       |               |
| Kumite                      | Victor Latour                 |                                       |               |
| Astérix aux jeux olympiques | Cornerdurus                   |                                       |               |
| Til Death                   | Anthony Lowe                  |                                       |               |
| 2006                        | The Hard Corps                | Phillip Sauvage                       |               |
| 2006                        | Second in Command             | Sam Keenan                            |               |
| 2004                        | Wake of Death                 | Ben Archer                            |               |
| 2004                        | Narco                         | Jean's Ghost by Lenny                 |               |
| 2003                        | In Hell                       | Kyle LeBlanc                          |               |
| 2003                        | Derailed                      | Jacques Kristoff                      |               |
| 2001                        | The Order                     | Rudy Cafmeyer/Charles Le Vaillant     |               |
| 2001                        | Replicant                     | Edward "The Torch" Garrotte/Replicant |               |
| 1999                        | Desert Heat                   | Eddie Lomax                           |               |
| 1999                        | Universal Soldier: The Return | Luc Deveraux                          |               |
| 1998                        | Legionnaire                   | Alain Lefevre                         |               |
| 1998                        | Knock Off                     | Chikano                               |               |
| 1997                        | Double Team                   | Jack Quinn                            |               |
| 1996                        | Maximun Risk                  | Alain Moreau/Mikhail Suverov          |               |
| 1996                        | Udfordringen                  | Christopher Dubois                    |               |
| 1995                        | Sudden Death                  | Darren McCord                         |               |
| 1994                        | Street Fighter                | Colonel William F. Guile              |               |
| 1994                        | Timecop                       | Max Walker                            |               |
| 1993                        | Hard Target                   | Chance Boudreaux                      |               |
| 1993                        | Den Sidste Actionhelt         | Cameo Appearance                      |               |
| 1993                        | Nowhere to Run                | Sam Gillen                            |               |
| 1992                        | Universal Soldier             | Luc Deveraux/GR44                     |               |
| 1991                        | Double Impact                 | Alex Wagner/Chad Wagner               |               |
| 1990                        | Death Warrant                 | Louis Burke                           |               |
| 1990                        | Lionheart                     | Lyon Gaultier                         |               |
| 1989                        | Kickboxer                     | Kurt Sloane                           |               |
| 1989                        | Cyborg                        | Gibson Rickenbacker                   |               |
| 1988                        | Black Eagle                   | Andrei                                |               |
| 1988                        | Bloodsport (film)             | Frank Dux                             |               |
| 1986                        | No Retreat, No Surrender      | Ivan Krushensky                       |               |
| 1984                        | Monaco Forever                | Gay Karate Man                        |               |